# Дабендорфская школа РОА

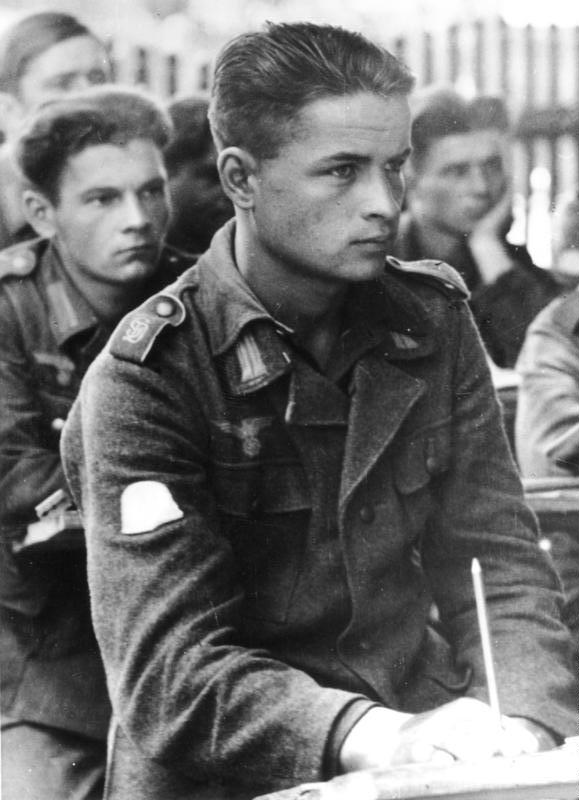
На занятиях

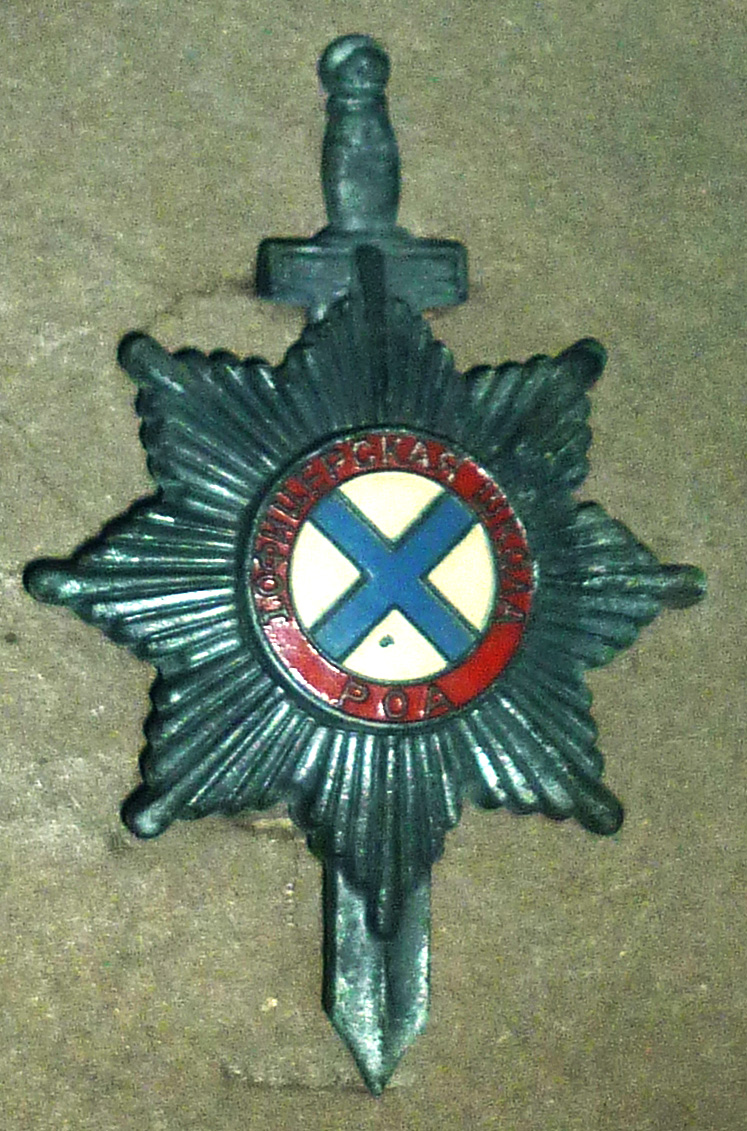
Нагрудный знак первой офицерской школы РОА

Дабендорфская школа РОА (официальное название: Отдел восточной пропаганды особого назначения, нем. Ostpropagandaabteilung zur besonderer Verwendung) — единственный кадровый учебный центр Русской освободительной армии, созданный в 1943 году в 40 км к югу от Берлина близ деревни Дабендорф на месте бывшего лагеря для французских военнопленных для подготовки офицерских кадров РОА.

## История
Инициатива по созданию школы принадлежала немецким офицерам-участникам антигитлеровского заговора в вермахте (в частности, полковнику Р. Гелену и подполковнику графу К. фон Штауффенбергу).
Основной официальной задачей школы являлась подготовка групп пропагандистов при 100 дивизиях вермахта, на Восточном фронте и в лагерях военнопленных, находившихся в ведении ОКВ-ОКХ. Фактически, школа готовила офицерские кадры для Русской освободительной армии (РОА). Главной идеологической задачей курсов было перевоспитание пленных бойцов и командиров РККА в убеждённых противников сталинского общественно-политического строя.
С 1943 по 1945 год через Дабендорф прошло до 5000 человек, состоялось 12 выпусков. Первые слушатели прибыли на курсы 28 февраля 1943 года из лагеря Вульхайде. Три роты школы привели к присяге и с 1 марта начали готовить по специально разработанной программе. В конце марта из лагеря по подготовке кадров для восточных оккупированных территорий в Вустрау прибыла группа преподавателей — членов НТС во главе с генералом Ф. И. Трухиным.
Впоследствии Дабендорфская школа включала 5 курсантских рот, взвод резерва, хозвзвод, санчасть и клуб. Постоянный персонал школы — 54 офицера, 11 унтер-офицеров и 44 рядовых. Все они были одеты в обмундирование вермахта с русскими полевыми погонами, кокардой и эмблемой РОА на левом рукаве.
Дабендорфская школа находилась под контролем четырёх различных ведомств, что позволяло школе пользоваться определённой автономией. Учебная программа школы включала:
- методику и практику пропагандистской деятельности;
- политические занятия на тему: «Германия», «Россия и большевизм», «Русское освободительное движение»;
- строевую и физическую подготовку;
- стрелковую подготовку (с конца 1943 года).

Курс лекций сводился к критике существовавшей в СССР системы и к убеждению слушателей в перспективности власовского движения. Критика сталинизма лекторами велась с позиций законности и желательности февральской революции 1917 года, а некоторыми даже — октябрьской, без сталинских «извращений». На территории лагеря размещались редакции двух газет «Заря» и «Доброволец».
Генерал А. А. Власов регулярно приезжал в Дабендорф в конце каждого выпуска, произносил речи и принимал специально устраиваемый парад.

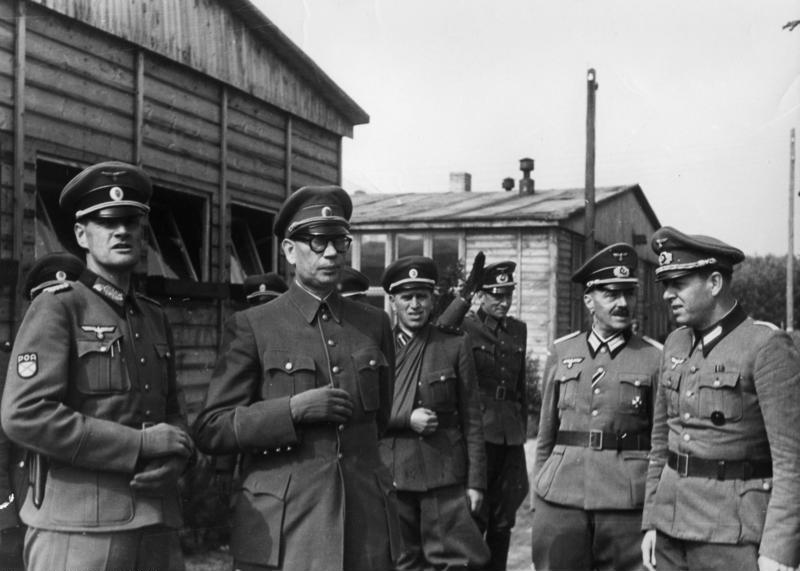
Генерал А. А. Власов в окружении офицеров, Дабендорф, 1944

12 апреля 1943 года по инициативе майора М. А. Зыкова в школе состоялась Первая антибольшевистская конференция бывших бойцов и командиров РККА, в которой приняли участие более 600 человек. В президиум входили редактор газеты «Доброволец» генерал-лейтенант РОА Г. Н. Жиленков, В. В. Поздняков, Г. А. Пшеничный, лейтенант К. А. Крылов и другие. Основной доклад на конференции сделал генерал В. Ф. Малышкин.
28 февраля 1945 года школа была эвакуирована в село Стружна в 12 км южнее Карлсбада, где прекратила своё существование 22 апреля 1945 года.

## Начальники школы
- генерал-майор И. А. Благовещенский (февраль-август 1943)
- генерал-майор Ф. И. Трухин (август 1943 — октябрь 1944)
- подполковник РОА Г. А. Пшеничный (октябрь 1944 — апрель 1945)[7].

Немецкий начальник школы — капитан вермахта В. К. Штрик-Штрикфельд.

## Роль школы
По оценке историка К. М. Александрова, дабендорфские курсы пропагандистов РОА с марта 1943 по ноябрь 1944 года были основой Власовского движения, «кузницей» власовских военных кадров, без которых развёртывание Вооружённых Сил КОНР в 1944—1945 годах было бы невозможным. Вместе с тем, антисталинское движение, возникшее в столь неблагоприятных обстоятельствах, было в значительной степени разнородным, неорганизованным, с ярко выраженной леводемократической ориентацией.

В истории Дабендорфской школы как в зеркале отразилась гамма специфических цветов и настроений части бывших «подсоветских» людей, объединённых лишь общим неприятием режима на родине.
— К. М. Александров. Русские солдаты Вермахта. Герои или предатели. 2005
Критика преподавателями Дабендорфа советской действительности и сталинского общества, по оценке К. М. Александрова, носила обоснованный характер. В частности, тезисы учебных пособий подчёркивали «идеократический характер» государства, смысл существования которого, с точки зрения власовцев, заключался «в проведении в жизнь односторонней партийной идеи», основанной на «узко-материалистическом мировоззрении». При этом аналогичные оценки подразумевались и по отношению к нацистскому рейху. В школе власовцами предпринимались попытки анализировать причины и механизм формирования «культа Сталина», в результате которого ВКП(б) превратился из «партии идей в партию вождя», а также результаты массовой идеологической обработки советской молодёжи.